# Leskea dealbata
Leskea dealbata là một loài Rêu trong họ Leskeaceae. Loài này được (Sw. ex Hedw.) F. Weber & D. Mohr mô tả khoa học đầu tiên năm 1803.